# Cyd Jouny
Cyd Jouny, född 1968, är en fransk kläddesigner, känd för sina blandningar av mode och traditionella sportkläder. Hon har bl.a. skapat en blandning av en sportsko och högklackad sko.